# Архимандрит Петроније (Трбојевић)
Петроније Трбојевић, свјетовно Петар  (Госпић, 13. фебруар 1876 — Манастир Шишатовац, 24. мај 1933) био је српски православни архимандрит и игуман Манастира Шишатовац.

## Породица
Одрастао је у српској православној свештеничкој породици из Лике, од оца Јована и мајке Ангелине (Никола Тесла јој је био рођени брат). Никола Тесла му је био ујак, Сава Косановић братић, а Николај Мандић рођени брат његове баке, Теслине мајке Георгине.

## Школовање
Школовао се у Госпићу и Новом Саду.  Као Текелијанац у Пешти је завршио права, као и богословље у Черновцима. 1900. године постао је доктор правних наука, а 1906. богословских.

## Црквена служба
Замонашен је 1907. године у банатском манастиру Бездин. Службовао је у темишварском и будимском владичанству, а потом је од априла 1919. године управљао манастиром Шишатовац, гдје се бавио бесједништвом, научном и писаном дјелатношћу. 1921. године постаје архимандрит. Од 1923. до 1925. живи у манастиру Врдник, да би се вратио у Шишатовац, гдје на мјесту настојатеља манастира остаје до 24. маја 1933. године, када умире. У том манастиру је и сахрањен.

## Дјела
Позната су му дјела Проповеди I и II, Богословска зрнца I-VI, О реформамамцрквеним I и II. Бавио се и периодиком, а од 1921. године издавао је часопис Српски проповедник.

## Противник причешћивања једном кашикицом
Сматрао је да је потребно увести праксу причешћивања вјерника са више кашикица или да се једна брише након сваког причешћивања. Септембра 1911. године поднео је Светом синоду у Сремским Карловцима представку којом је тражио да се званично уведе оваква пракса у цијелој Карловачкој митрополији. Осим хигијенских и естетских разлога, за овакав став наводи и богословско оправдање, да се сем теплоте (топла вода), Светом причешћу не смије ништа више додавати (сем хљеба и вина), а у овом случају неминовно и слина вјерника постаје нешто чиме се каснији причасници причешћују. Свети синод је одбио његов захтјев, а његов разлог је оцијенио као квази догматски. Незадовољан одбијањем, обратио се Јовану Ж. Бути, уреднику богословских новина Православље из Сремске Митровице, али и он га је одбио, не објавивши његов текст. Овакву представку је поднио и након Првог свјетског рата, јула 1921. године, Светом синоду Српске цркве, али и тада без позитивних резултата. Патријарх Павле је имао негативно мишљење о овом његовом ставу.

## Никола Тесла и Петроније Трбојевић
Петроније је писао Николи Тесли из манастира Шишатовац 10. јануара 1928. године. На почетку писма му се обраћа са Многопоштовани Ујаче! Персира му и представља се ко је. Архимандрит Дабовић, који је био велики поштовалац Тесле, му је предложио да пошаље Тесли своју књигу Прпопведи I, 10. књигу коју је написао у Шишатовцу и коју је критика изванредно оцијенила. Хвали се да у цијелој српској цркви он има највишу научну квалификацију, као доктор права и богословља, а слушао је и философију. Констатује: ми нећаци морамо се угледати на свога великог Ујака. Послао му је и своју фотографију, да види како изгледа. На крају писма се извињава што га узнемирава, јер зна да је Теслино вријеме веома скупо и позива га у Шишатовац, ако буде ишао у Европу.